# Signe Gaupset
Signe Gaupset, född den 18 juni 2005, är en norsk fotbollsspelare.

## Karriär
Signe Gaupset inledde sin seniorkarriär i Brann. Hon har även representerat det norska damlandslaget där hon debuterade år 2024.